# Мыльные пузыри (альбом)
«Мыльные пузыри» — десятый студийный альбом в жанре поп-рок исполнительницы Алёны Швец, вышедший 24 ноября 2023 года на лейбле Rainbow Flower и содержащий девять композиций. Две песни ранее были представлены как синглы: «Обидно» 27 октября и «Розами» 3 ноября.

## Восприятие

### Приём слушателей
Релиз вызвал неприятие у многих старых фанатов. К 1 августа 2024 года на сервисе «VK Музыка» альбом набрал свыше 638 тыс. прослушиваний, синглы «Обидно» и «Розами» — более 46 тыс. и 39 тыс. соответственно.

### Мнения критиков
Алексей Мажаев из InterMedia поставил оценку 7 из 10 песне про измены «Розами», назвав её «драматичной», а музыкальное сопровождение определив как «патетическое». В конечном счёте, критик списал эстрадный пафос на эксперименты с формой и выразил надежду, что вскоре подтянется и содержание. Мажаев приметил намечающееся сходство Алёны с Ани Лорак и посетовал на то, что композиция «не оставляет ощущения ненатужности», в отличие от предыдущих работ.
Издание The Flow отметило ту же проблему: «Лирическая героиня Швец всегда обладала озорным обаянием молодой девушки, которая никогда не пытается „вписываться“. Героиня „Мыльных пузырях“ не оставляет своих манер — она всё также может разбить телефон или куда-то сбежать — но вне сеттинга школьных коридоров этот образ уже кажется натянутым».

## Список композиций
| №                   | Название                       | Длительность |
| ------------------- | ------------------------------ | ------------ |
| 1.                  | «Мыльные пузыри»               | 3:34         |
| 2.                  | «Обидно»                       | 3:23         |
| 3.                  | «Молодость»                    | 3:07         |
| 4.                  | «Чёрное сердце»                | 2:25         |
| 5.                  | «Перекрёстки»                  | 2:13         |
| 6.                  | «Вот бы разбить телефон»       | 2:28         |
| 7.                  | «Розами»                       | 4:15         |
| 8.                  | «В таких как я»                | 3:43         |
| 9.                  | «Слёзы пахнут ванилью и морем» | 2:56         |
| Общая длительность: | Общая длительность:            | 28:02        |